# Maceo Parker
Maceo Parker (* 14. února 1943, Kinstonu, Severní Karolína, USA) je uznávaný americký funkový a souljazzový saxofonista. Proslavil se především v 60. letech díky světoznámému hudebníkovi Jamesovi Brownovi. Na velké řadě Brownových hitů byl Parker vynikajícím sólistou a hlavním aktérem při hraní na alt, tenor a barytonový saxofon. Parker popisuje svoje působení vedle Jamese Browna jako čas strávený na univerzitě.

## Dětství a mládí
Maceo se narodil do hudebně bohatě vybavené rodiny. Jeho matka a otec zpívali v kostele a oba jeho bratři se později stali taktéž výbornými hudebníky. Strýc Parkera vedl lokální skupinu The Blue Notes a byl prvním Parkerovým instruktorem. Parkerovým velkým vzorem byl Ray Charles. Později trojice bratrů Parkerových založila kapelu s názvem Junior Blue Notes. Když Maceo dokončil šestou třídu, jejich strýc nechal formaci Junior Blue Notes vystupovat ve svém nočním klubu. To byla první zkušenost s vystupováním před publikem.

## Spolupráce s Jamesem Brownem
Maceo a jeho bratr Melvin Parker později studovali hudbu na univerzitě v Severní Karolíně. V roce 1964 hrával Melvin na bubny v uznávaném klubu, kam jednou náhodně zavítal duchovní otec soulu James Brown. Brown byl z jeho bubnování nadšený a tak mu okamžitě nabídl místo ve své kapele. Melvin rok po této zkušenosti seznámil Macea s Brownem. Maceo na pokyn Browna předvedl pár svižných soulových taktů a místo bylo jeho. Bratři Parkerové hráli s Brownem 6 měsíců, potom se vrátili opět do školy. S Brownem pak hráli střídavě.
V roce 1970 založil Parker skupinu Maceo and All the Kings Men, která se skládala převážně z bývalých členů Brownovy kapely včetně bratra Melvina. Tato formace jezdila po turné 2 roky.
V roce 1973 se Parker vrátil zpět do Brownovy kapely The J.B.s´. Dále vystupoval také se skupinou Maceo and the Macks. V roce 1975 Parker a několik členů z Brownovy kapely odešlo, aby se přidali k Georgovi Clintonovi a jeho kapele Parliament.
V roce 1984 se opět přidává k Brownovi, kde působí do roku 1988.

## Sólová dráha
V roce 1990 konečně rozjíždí svoji úspěšnou sólovou kariéru. Za rok odehraje 250 koncertů a průměrná doba hraní na jevišti je více než dvě a půl hodiny. Maceo říká "Cítím, že je moje povinnost jako hudebníka, navštívit tolik různých míst, kolik to jen půjde, obzvlášť když to lidé chtějí."
V roce 1993 hostuje rapové skupině De La Soul na albu Buhloone Mindstate.
V roce 2003 získává ocenění průkopníka od organizace The Rhythm and Blues Foundation za svůj příspěvek k žánru R&B.
Později také spolupracoval s Princem, který ho nazval "učitelem". Jeho album Musicology mělo obrovský úspěch.

## Diskografie
| Rok vydání | Interpret                  | Album                                      | Vydavatel                          |
| ---------- | -------------------------- | ------------------------------------------ | ---------------------------------- |
| 1970       | Maceo & All the King's Men | Doin' Their Own Thing                      | House of the Fox / Charly Records  |
| 1974       | Maceo                      | Us                                         | People / P-Vine                    |
| 1975       | Maceo & All the King's Men | Funky Music Machine                        | El Cello                           |
| 1989       | Maceo Parker               | For All the King's Men                     | 4th & Broadway                     |
| 1990       | Maceo Parker               | Roots Revisited                            | Verve Records\|Verve / Minor Music |
| 1991       | Maceo Parker               | Mo' Roots                                  | Verve / Minor Music                |
| 1992       | Maceo Parker               | Life on Planet Groove                      | Verve / Minor Music                |
| 1993       | Maceo Parker               | Southern Exposure                          | Jive Records / Novus / Minor Music |
| 1994       | Maceo Parker               | Maceo (Soundtrack)                         | Minor Music                        |
| 1998       | Maceo Parker               | Funkoverload                               | What Are Records? / ESC            |
| 2000       | Maceo Parker               | Dial: M-A-C-E-O                            | What Are Records? / ESC            |
| 2003       | Maceo Parker               | Made by Maceo                              | What Are Records? / ESC            |
| 2004       | Maceo Parker               | My First Name Is Maceo                     | Minor Music                        |
| 2005       | Maceo Parker               | School's In!                               | BHM Productions                    |
| 2006       | Maceo Parker               | Live at Celebrate Brooklyn Festival NYC 06 |                                    |
| 2007       | Maceo Parker               | Roots & Grooves                            | Intuition (SunnyMoon)              |